# Tradição clássica

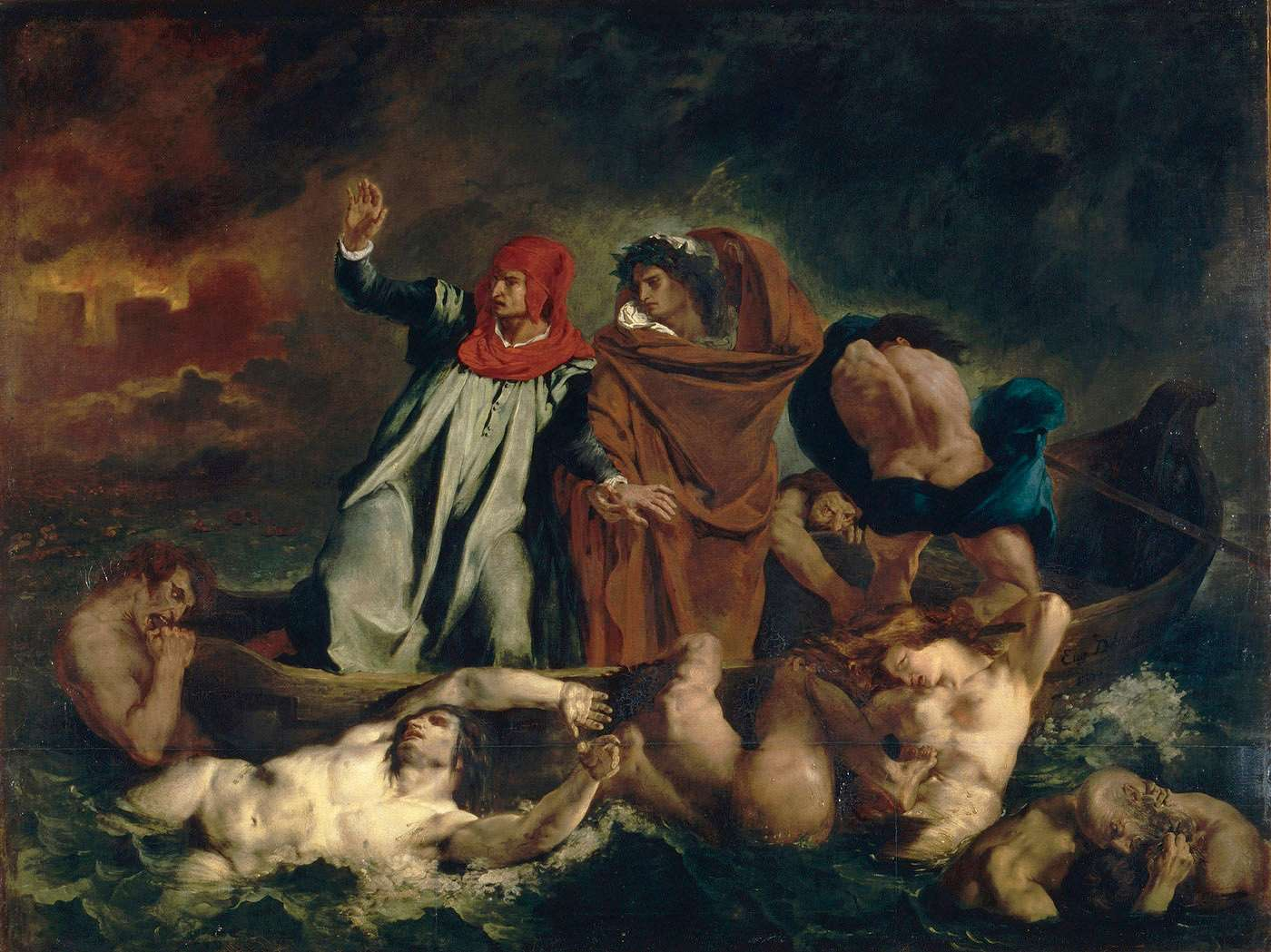
Virgílio conduzindo Dante em sua jornada no Inferno, uma imagem que dramatiza a continuidade da tradição clássica (Dante e Virgílio no Inferno de Delacroix, 1823)

A tradição clássica ocidental é a recepção da antiguidade clássica greco-romana por culturas posteriores, especialmente o Ocidente pós-clássico, envolvendo textos, imagens, objetos, ideias, instituições, monumentos, arquitetura, artefatos culturais, rituais, práticas e ditados. A filosofia, o pensamento político e a mitologia são três grandes exemplos de como a cultura clássica sobrevive e continua a ter influência. O Ocidente é uma das várias culturas mundiais consideradas como tendo uma tradição clássica, incluindo as tradições indiana, chinesa e islâmica.
O estudo da tradição clássica difere da filologia clássica, que busca recuperar "os significados que os textos antigos tinham em seus contextos originais". Ele examina tanto os esforços posteriores para descobrir as realidades do mundo greco-romano quanto os "mal-entendidos criativos" que reinterpretam valores, ideias e modelos estéticos antigos para uso contemporâneo. O classicista e tradutor Charles Martindale definiu a recepção da antiguidade clássica como "um processo bidirecional ... no qual o presente e o passado dialogam entre si".

## História
O início de uma tradição clássica autoconsciente geralmente está localizado no Renascimento, com a obra de Petrarca na Itália do século XIV. Embora Petrarca acreditasse estar a recuperar uma visão desobstruída de um passado clássico que tinha sido obscurecido durante séculos, a tradição clássica tinha de fato continuou ininterrupta durante a Idade Média. Não houve um único momento de ruptura quando os habitantes do que antes era o Império Romano foram dormir na antiguidade e acordaram no mundo medieval; em vez disso, a transformação cultural ocorreu ao longo dos séculos. O uso e o significado da tradição clássica podem, contudo, parecer mudar drasticamente com o surgimento do humanismo.

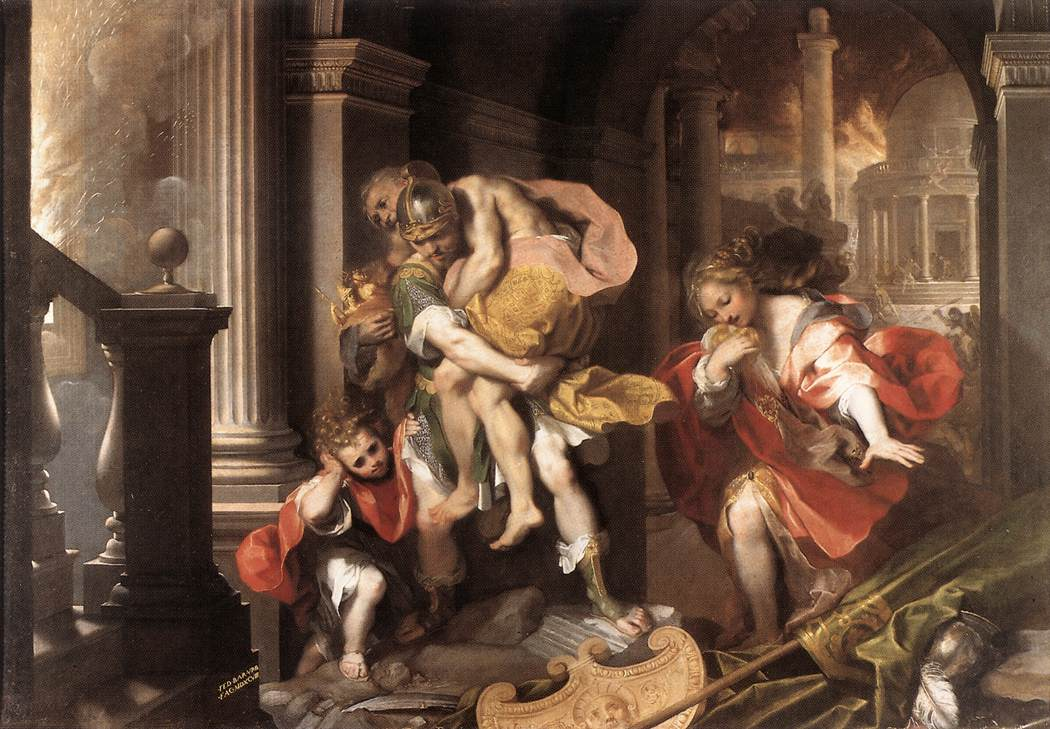
Eneias carregando seu pai e conduzindo seu filho da caída Troia, uma imagem popular no Renascimento para a recuperação do passado como forma de tornar possível o futuro; a figura de sua esposa, Creusa, que não sobreviveu, representa o que foi perdido (Federico Barocci, 1598)

A frase "tradição clássica" é em si um rótulo moderno, articulado mais notavelmente na era pós-Segunda Guerra Mundial com The Classical Tradition: Greek and Roman Influences on Western Literature de Gilbert Highet (1949) e The Classical Heritage and Its Beneficiaries de R. R. Bolgar (1954). A palavra "tradição", e com ela o conceito de "transmissão" da cultura clássica, deriva do verbo latino trado, tradere, traditus, no sentido de "entregar, passar para baixo".
Escritores e artistas influenciados pela tradição clássica podem nomear seus modelos antigos ou fazer alusão às suas obras. Frequentemente, os estudiosos inferem a influência clássica por meio de métodos comparativos que revelam padrões de pensamento. Às vezes, cópias de textos gregos e latinos feitas por autores contêm anotações manuscritas que oferecem evidências diretas de como eles leram e entenderam seus modelos clássicos; por exemplo, no final do século XX, a descoberta da cópia de Lucrécio de Montaigne permitiu que os estudiosos documentassem uma influência que há muito era reconhecida.

## Ver também

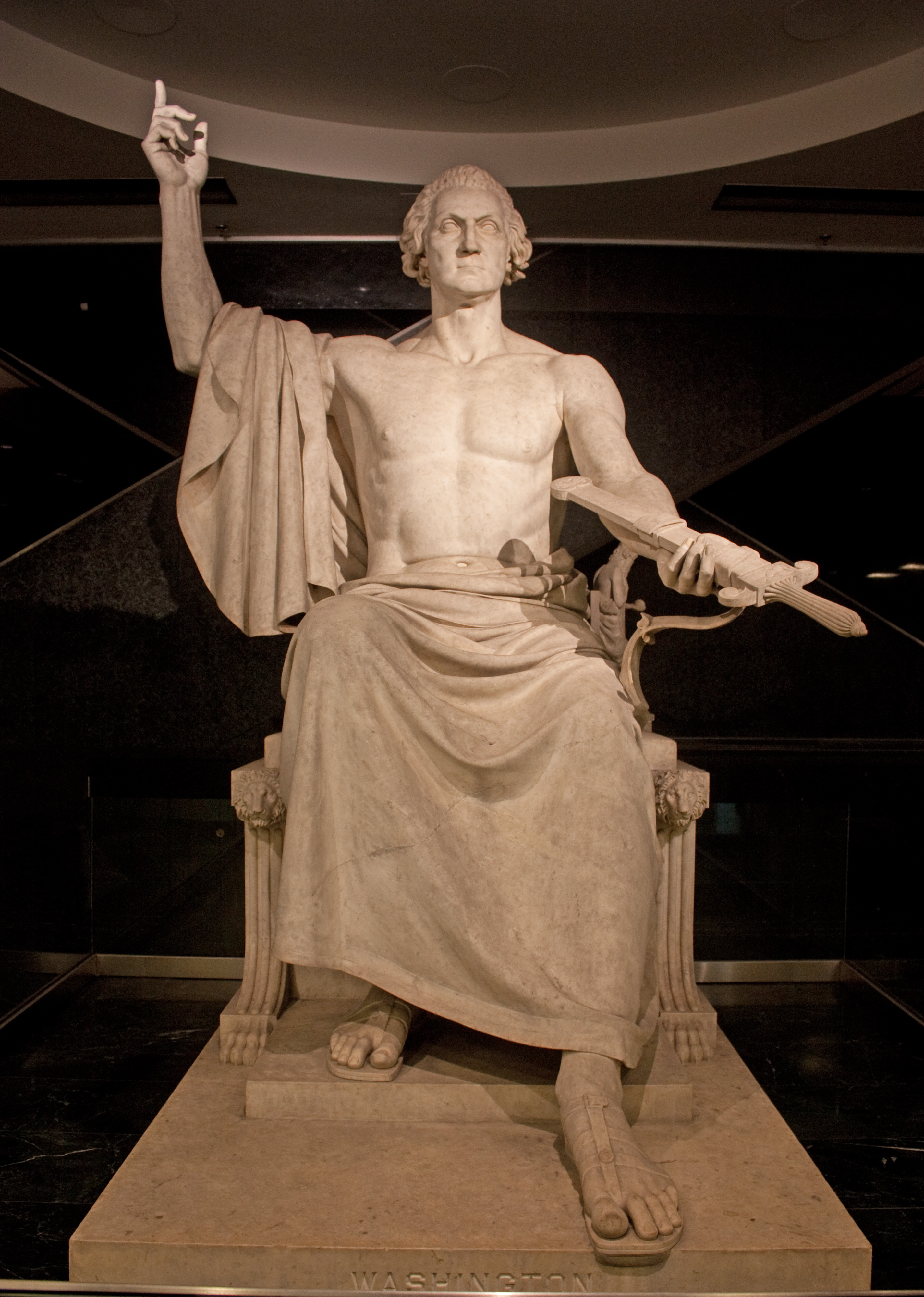
George Washington (1840) de Horatio Greenough, modelado a partir de uma estátua de Zeus